# ATP Tour World Championships 1996
De ATP Tour World Championships 1996 werd voor de eerste keer in het Duitse Hannover gehouden. Het toernooi werd van 19 tot 24 november 1996 in EXPO 2000 Tennis Dome op tapijtbanen gespeeld. Het deelnemersveld bestond uit de beste acht spelers op de ATP Rankings.

## Enkelspel

### Deelnemers
De acht geplaatste spelers + vervanger:
| Ranking | Speler             | Prestatie    |
| ------- | ------------------ | ------------ |
| 1.      | Pete Sampras       | Winnaar      |
| 2.      | Michael Chang      | Round Robin  |
| 3.      | Jevgeni Kafelnikov | Round Robin  |
| 4.      | Goran Ivaniševic   | Halve finale |
| 5.      | Thomas Muster      | Round Robin  |
| 6.      | Boris Becker       | Runner-up    |
| 7.      | Andre Agassi       | Round Robin  |
| 8.      | Richard Krajicek   | Halve finale |
| 9.      | Thomas Enqvist     | Round Robin  |

### Groepsfase
De eindstand in de groepsfase wordt bepaald door achtereenvolgend te kijken naar eerst het aantal overwinningen in combinatie met het aantal wedstrijden. Mochten er dan twee spelers gelijk staan wordt er naar het onderling resultaat gekeken. Mocht het aantal overwinningen en wedstrijden bij drie of vier spelers gelijk wordt er gekeken naar het percentage gewonnen sets en eventueel gewonnen games. Als er dan nog steeds geen ranglijst opgemaakt kan worden dan beslist de wedstrijd commissie.

#### Rode Groep
|                    |                    | Uitslag     |
| ------------------ | ------------------ | ----------- |
| Pete Sampras       | Andre Agassi       | 6-2, 6-1    |
| Boris Becker       | Jevgeni Kafelnikov | 6-4, 7-5    |
| Jevgeni Kafelnikov | Thomas Enqvist     | 6-3, 7-65   |
| Boris Becker       | Pete Sampras       | 7-610, 7-64 |
| Thomas Enqvist     | Boris Becker       | 6-3 7-61    |
| Pete Sampras       | Jevgeni Kafelnikov | 6-4, 6-4    |

| Nr. | Speler             | Wedstrijd W - V | Sets W - V | Games W - V |
| --- | ------------------ | --------------- | ---------- | ----------- |
| 1   | Boris Becker       | 2-1             | 4-2        | 36-34       |
| 2   | Pete Sampras       | 2-1             | 4-2        | 36-25       |
| 3   | Jevgeni Kafelnikov | 1-2             | 2-4        | 30-34       |
| 4   | Thomas Enqvist     | 1-1             | 2-2        | 22-22       |
| 5   | Andre Agassi       | 0-1             | 0-2        | 3-12        |

- Thomas Enqvist verving de geblesseerd afgehaakte Andre Agassi na de 1e singlepartij.

#### Witte Groep
|                  |                  | Uitslag         |
| ---------------- | ---------------- | --------------- |
| Goran Ivaniševic | Thomas Muster    | 6-4, 6-4        |
| Richard Krajicek | Michael Chang    | 6-4, 6-4        |
| Thomas Muster    | Michael Chang    | 6-4, 6-3        |
| Goran Ivaniševic | Richard Krajicek | 6-4, 6-74, 7-61 |
| Michael Chang    | Goran Ivaniševic | 6-78, 7-65, 6-1 |
| Richard Krajicek | Thomas Muster    | 7-64, 6-75, 6-3 |

| Nr. | Speler           | Wedstrijd W - V | Sets W - V | Games W - V |
| --- | ---------------- | --------------- | ---------- | ----------- |
| 1   | Goran Ivaniševic | 2-1             | 5-3        | 45-44       |
| 2   | Richard Krajicek | 2-1             | 5-3        | 48-43       |
| 3   | Thomas Muster    | 1-2             | 3-4        | 36-38       |
| 4   | Michael Chang    | 1-2             | 2-5        | 34-38       |

### Knock-outfase
|  | Halve finale | Halve finale     | Halve finale | Halve finale | Halve finale |    |   | Finale       | Finale       | Finale | Finale | Finale | Finale | Finale |
|  |              |                  |              |              |              |    |   |              |              |        |        |        |        |        |
|  | 1            | Pete Sampras     | 6            | 7            | 7            |    |   |              |              |        |        |        |        |        |
|  | 4            | Goran Ivaniševic | 7            | 64           | 5            |    |   |              |              |        |        |        |        |        |
|  | 4            | Goran Ivaniševic | 7            | 64           | 5            |    | 1 | Pete Sampras | 3            | 7      | 7      | 611    | 6      |        |
|  |              |                  |              |              |              |    | 1 | Pete Sampras | 3            | 7      | 7      | 611    | 6      |        |
|  |              | 6                | Boris Becker | 6            | 65           | 64 | 7 | 4            |              |        |        |        |        |        |
|  | 6            | 6                | Boris Becker | 6            | 65           | 64 | 7 | 4            | Boris Becker | 64     | 7      | 6      |        |        |
|  | 6            |                  |              |              |              |    |   |              | Boris Becker | 64     | 7      | 6      |        |        |
|  | 8            | Richard Krajicek | 7            | 63           | 3            |    |   |              |              |        |        |        |        |        |

## Dubbelspel
Het ATP Tour World Championships 1996 dubbelspeltoernooi vond plaats in het Amerikaanse Hartford. Het toernooi werd van 13 tot 17 november 1996 in het Hartford Civic Center op tapijtbanen gespeeld. Het deelnemersveld bestond uit de beste acht dubbels op de ATP Rankings.
De acht geplaatste dubbels :

### Deelnemers
| Ranking | Spelers                           | Prestatie    |
| ------- | --------------------------------- | ------------ |
| 1.      | Todd Woodbridge Mark Woodforde    | Winnaar      |
| 2.      | Byron Black Grant Connell         | Halve Finale |
| 3.      | Mark Knowles Daniel Nestor        | Round Robin  |
| 4.      | Jacco Eltingh Paul Haarhuis       | Round Robin  |
| 5.      | Sébastien Lareau Alex O'Brien     | Runner-up    |
| 6.      | Jonas Björkman Nicklas Kulti      | Round Robin  |
| 7.      | Libor Pimek Byron Talbot          | Round Robin  |
| 8.      | Trevor Kronemann David Macpherson | Halve Finale |

### Groepsfase
De eindstand in de groepsfase wordt bepaald door achtereenvolgend te kijken naar eerst het aantal overwinningen in combinatie met het aantal wedstrijden. Mochten er dan twee koppels gelijk staan wordt er naar het onderling resultaat gekeken. Mocht het aantal overwinningen en wedstrijden bij drie of vier koppels gelijk wordt er gekeken naar het percentage gewonnen sets en eventueel gewonnen games. Als er dan nog steeds geen ranglijst opgemaakt kan worden dan beslist de wedstrijd commissie.

#### Groene Groep
|                                |                               | Uitslag         |
| ------------------------------ | ----------------------------- | --------------- |
| Todd Woodbridge Mark Woodforde | Jacco Eltingh Paul Haarhuis   | 4–6, 7–65, 7–65 |
| Sébastien Lareau Alex O'Brien  | Libor Pimek Byron Talbot      | 6–1, 6–3        |
| Todd Woodbridge Mark Woodforde | Sébastien Lareau Alex O'Brien | 6–4, 3–6, 5–7   |
| Jacco Eltingh Paul Haarhuis    | Libor Pimek Byron Talbot      | 7–65, 5–7, 4–6  |
| Todd Woodbridge Mark Woodforde | Libor Pimek Byron Talbot      | 6–2, 6–3        |
| Jacco Eltingh Paul Haarhuis    | Sébastien Lareau Alex O'Brien | 7–62, 6–4       |

| Nr. | Speler                         | Wedstrijd W - V | Sets W - V | Games W - V |
| --- | ------------------------------ | --------------- | ---------- | ----------- |
| 1   | Sébastien Lareau Alex O'Brien  | 2-1             | 4-3        | 39-31       |
| 2   | Todd Woodbridge Mark Woodforde | 2-1             | 5-3        | 44-40       |
| 3   | Libor Pimek Byron Talbot       | 1-2             | 2-5        | 28-40       |
| 4   | Jacco Eltingh Paul Haarhuis    | 1-2             | 4-4        | 47-47       |

#### Gele Groep
|                              |                                   | Uitslag        |
| ---------------------------- | --------------------------------- | -------------- |
| Jonas Björkman Nicklas Kulti | Trevor Kronemann David Macpherson | 6–4, 5–7, 6–72 |
| Byron Black Grant Connell    | Jonas Björkman Nicklas Kulti      | 6–3, 1–6, 6–4  |
| Mark Knowles Daniel Nestor   | Trevor Kronemann David Macpherson | 6–3, 4–6, 6–3  |
| Byron Black Grant Connell    | Trevor Kronemann David Macpherson | 3–6, 6–2, 6–3  |
| Mark Knowles Daniel Nestor   | Jonas Björkman Nicklas Kulti      | 6–4, 4–6, 4–6  |
| Byron Black Grant Connell    | Mark Knowles Daniel Nestor        | w/o            |

| Nr. | Speler                            | Wedstrijd W - V | Sets W - V | Games W - V |
| --- | --------------------------------- | --------------- | ---------- | ----------- |
| 1   | Byron Black Grant Connell         | 3-0             | 4-2        | 28-24       |
| 2   | Trevor Kronemann David Macpherson | 1-2             | 4-5        | 41-48       |
| 3   | Mark Knowles Daniel Nestor        | 1-2             | 3-3        | 30-28       |
| 4   | Jonas Björkman Nicklas Kulti      | 1-2             | 4-5        | 46-45       |

### Knock-outfase
|  | Halve finale | Halve finale                      | Halve finale                  | Halve finale | Halve finale |   |                                | Finale                        | Finale | Finale | Finale | Finale | Finale | Finale |
|  |              |                                   |                               |              |              |   |                                |                               |        |        |        |        |        |        |
|  | 1            | Todd Woodbridge Mark Woodforde    | 6                             | 6            |              |   |                                |                               |        |        |        |        |        |        |
|  | 2            | Byron Black Grant Connell         | 3                             | 3            |              |   |                                |                               |        |        |        |        |        |        |
|  | 2            | Byron Black Grant Connell         | 3                             | 3            |              | 1 | Todd Woodbridge Mark Woodforde | 6                             | 5      | 6      | 7      |        |        |        |
|  |              |                                   |                               |              |              | 1 | Todd Woodbridge Mark Woodforde | 6                             | 5      | 6      | 7      |        |        |        |
|  |              | 5                                 | Sébastien Lareau Alex O'Brien | 4            | 7            | 2 | 63                             |                               |        |        |        |        |        |        |
|  | 5            | 5                                 | Sébastien Lareau Alex O'Brien | 4            | 7            | 2 | 63                             | Sébastien Lareau Alex O'Brien | 7      | 7      |        |        |        |        |
|  | 5            |                                   |                               |              |              |   |                                | Sébastien Lareau Alex O'Brien | 7      | 7      |        |        |        |        |
|  | 8            | Trevor Kronemann David Macpherson | 68                            | 64           |              |   |                                |                               |        |        |        |        |        |        |